# Юхно Іван Олександрович
Іван Олександрович Юхно (нар. 1 серпня 1936 Мурафа, Краснокутський район, Харківська область) — журналіст, письменник та краєзнавець.
Також художник-аматор. Дослідник українського млинарства.

## Життєпис

### Навчання
До школи пішов 1944. Навчався у рідному селищі. Після закінчення 7 класів пішов навчатися до ФЗУ (фабрично-заводські училища) на спеціальність токаря.
1955–1958 відбував службу в Середній Азії.
Після армії жив у с. Піщане Кременчуцького району, де працював слюсарем і водночас навчався у вечірній школі. Далі — Полтавський педінститут, історичний факультет.
Будучи студентом одружився з однокурсницею.

### Робота
Після закінчення інституту  — на Хмельниччині, через рік повернувся до Полтавщини, де працював у Семенівській школі учителем історії.
1969  — переїхав до Краснокутська, де працював у редакції газети «Червоний промінь», також в освітніх закладах, займався реставраційною й краєзнавчою роботою.
Автор передмови до історичної повісті С. Д. Бабакова «Краснокутська трагедія», де автор змалював події квітня 1921 р., пов'язані з рейдом махновської групи під керівництвом Ф. Ю. Щуся теренами Краснокутщини. Завдяки Івану Олександровичу, Бабаков поліпшив повість тим, що прибрав комуністичну патетику.
Іван Олександрович свого часу здружився з родиною Войцеховичів. Він же був ініціатором перепоховання тіла В. О. Войцеховича з Байкового цвинтаря в рідному Краснокутську.
Ініціював створення в Краснокутську музею Войцеховича, але не отримав приміщення. Зібрані унікальні предмети-експонати, які Іван Олександрович передав на зберігання в школі, щезли.
1998  — оселився на Полтавщині в селищі Новоселівка, де мешкає донині.

### Творчий доробок
- «Край мій краснокутський»  — 2003. (історичний нарис)

- «Край наш краснокутський»  — 2008 (доповнений нарис у співавторстві з М. Ф. Куксою).

- «Мистецтво Слобожанщини»